# Horváti (Horvátország)
Horváti (másképpen Ómikanovce, vagy Ómikefalva, horvátul: Stari Mikanovci) falu és község Horvátországban, Vukovár-Szerém megyében. Közigazgatásilag Újhorváti (Novi Mikanovci) tartozik hozzá.

## Fekvése
Vukovártól légvonalban 35, közúton 41 km-re nyugatra, Diakovártól légvonalban 11, közúton 16 km-re keletre, a Nyugat-Szerémségben, a Zágráb-Vinkovci vasútvonal mentén fekszik. Horváti a megye legnyugatibb községe. Határát a Báza két mellékvize a Bigy és a Jošava patakok öntözik. Pačare, Utvaj és Kaluđer nevű déli részének talaja mocsaras.

## Története

### Őskor
A község területén véletlenszerűen előkerült régészeti leletek azt bizonyítják, hogy itt már az őskorban is éltek emberek. Ezek alapján az első ismert itt élt nép az i. e. 5000 és 4200 között virágzott vučedoli kultúra népe volt. Használati tárgyaik, főként cseréptöredékek a Blato nevű helyen és a Čanića stannál emelkedő ellipszis alakú magaslaton, valamint az iskola építése során kerültek elő. 1980 júniusában a Gradina nevű magaslaton végzett régészeti feltárás tisztázta azt a korábbi feltételezést, hogy itt emberkéz alkotta, a neolitikum korából származó erődített település állt. Az ásatásokat a vinkovcei múzeum régésze Ivane-Iskre Janošić vezette. Az ásatás során egy olyan edényt is találtak, amelyet a nap-éjegyenlőségeket, a napfordulókat, valamint az Orion és a Cassiopeia csillagképek szimbólumait ábrázoló bekarcolt rajzok díszítenek. A friss agyagban lévő karcos hornyokat porított zúzott kagylókkal töltötték meg. Kút ásása közben a Salaš nevű helyen (ma Petričević tanya) a neolit kerámiatöredékeit találták. Mindezek alapján e területen az ember mintegy hétezer éves folyamatos jelenléte állapítható meg.

### Ókor
Az e tárgyban végzett kutatásai, valamint a falu nyugati, Gyurgyance felé eső határában található Cerik-erdő neve alapján először Ivo Jurić professzor jutott arra a következtetésre, hogy ezen a helyen kell keresni a római Certissa maradványait. A Muško Ostrovo erdőben Šimo Frković talált is egy 12 méter széles és mintegy 300 méter hosszúságú töltést, melyet a nép „rimski put”-nak, azaz római útnak nevezett. Ez annak az útnak a maradványa lehet, mely Marsoniából (Bród) kiindulva észak felé Mursa (Eszék) és Colonia Marca Aurelia Cibalae (Vinkovce) irányában ágazott el. A Paškovac nevű helyen, melyet a római Certissával azonosítanak az 1960-as években római kerámiákat, malomkövet és padlófűtés kiépítéséhez használt téglákat találtak. A téglákat másodlagosan sír kiépítéséhez használták, mert alattuk két csontvázat találtak. Római téglákat és faltöredékeket találtak az újhorváti Szent Bertalan templomtól keletre is. Ide tartozik még, hogy Dvorište településrészen, az egykori Čurdinjaković-szőlőben talált rézpénzzel teli kerámiakorsót őriznek a Vinkovci Városi Múzeumban.

### Középkor
A középkori Horvátit Kálmán herceg 1239-ben kelt, a boszniai püspökség részére kiállított adománylevele említi először. Ugyanebben az adománylevélben említik először Nagyfalut („Magna Villa”), mely Horvátitól északra, valószínűleg a mai Paškovac és Mezevac nevű dombokon állt. Nagyfalu és a Gradinán fekvő, a mai Kaluđer-patakig terjedő Horváti („Terra cruciferorum nomine Croac”) IV. Béla király 1238. január 29-én kelt adománylevele alapján a johannita lovagok birtoka volt és az akkori Valkó vármegyéhez tartozott. A johanniták kolostora körül Horvátiban és Nagyfaluban is település jött létre, ahol vámot szedtek és hetivásárokat tartottak. Horvátit 1244-ben „Urvati”, az 1332 és 1337 közötti pápai tizedjegyzékben „Hurnasy”, „Hurachi”, „Choruati”, „Arroad”, 1387-ben „Horwaty”, 1395-ben „Horuathy”, 1432-ben „Horuathy”, 1477-ben és 1506-ban „Horwathy” névalakokban találjuk a korabeli oklevelekben. A johanniták birtokait később a templomosok vették át, de a rendet 1312-ben pápai rendeletre feloszlatták. 1348-ban 110 évi keresztes uralom után Horváti és Nagyfalu királyi adományként a Baczián nembeli Horváti Pál fia Péter birtoka lett. Horváti a Horváti család uralma idején élte virágkorát. Hatalmuk olyan nagy volt, hogy I. Lajos magyar király halála után 1382-ben a magyar trónra a nápolyi Kis Károlyt hívták meg. Károly meggyilkolása után 1387-ben a Horvátiak megölték Erzsébet királynét, végül azonban Luxemburgi Zsigmond kerekedett felül. A Horváti család 1394 után már nem játszott szerepet Magyarország történelmében. A Horvátiak után a Garaiak lettek a település birtokosai. Az 1477–1478-as adománylevélben Horvátit elhanyagolt helyként írják le, egy romos templommal, amelynek kőből épült harangtornya van Gradina közelében, temetővel körülvéve. A johanniták Gradinán álló egykori épületei jobb állapotban voltak, mivel a Garaiak kastélyként használták őket.
A horváti plébánia a verbicei ferences kolostor 1336-os felépítésével elveszítette jelentőségét. Ez a kolostor a mai Horvátitól valamivel délkeletebbre, Újhorváti közelében állt azon a helyen, ahol a Szent Bertalan templom később felépült. Déli oldalán temető is volt, ahova Horváti lakói még a 18. században is temetkeztek. A plébánia székhelye is Verbice lett. Érdekes módon a templom tornyát ferdén építették, de a felső, körülbelül két méteres részét kijavították. A templomot Bakics Péter püspök rendeletére később újjáépítették. Egy 1395-ös oklevélben említenek egy Szent Miklós nevű települést is, mely a leírás alapján a mai Horvátinak felel meg. Nevét Szent Miklósnak szentelt kápolnájáról kapta, melyből a település mai horvát neve is származik, mert a Miklós nevet a nép csak Mikának mondta, a szent (sveti) előtag pedig idővel starivá (ó, öreg) lett. (A Mikanovci név csak 1724-ben jelenik meg az írott forrásokban, a V. (vetero=ó) előtag pedig csak 1736-ban.) A Garaiak a 16. század elejéig, a család kihaltáig voltak a település birtokosai. Az elhanyagolt település ekkorra már faluvá zsugorodott, ahol alig 30 ház állt. A település 1536 körül került török kézre.
A török uralom vége felé Horváti Ali bég birtokában volt, akinek a székhelye Diakováron volt és a Pozsegai szandzsákhoz tartozott. Az 1579-es összeírás szerint Horvátinak 36 háza volt. A jobbágyok a tizedet természetben és 6 uncia olajban fizették, később azonban megváltották magukat a jobbágyságból. Minden ház ezért évente 80 dénárt (1 rajnai forintot) adott, az egész falu pedig évente 16 forint harácsot fizetett a szultánnak.

### Újkor
A keresztény seregek 1687-ben űzték ki a törököt a településről, melynek lakói újra jobbágyok lettek és ismét tizedet fizettek, adót mindazért, amit megszereztek. Ezen kívül ingyenesen kellett dolgozniuk a katonai parancsnokság által nekik meghatározott munkahelyeken (hidak és utak építése és karbantartása, földművelés, erdőirtás). Bakics Péter diakovári püspök egy 1702-es okleveléből kiderül, hogy Horváti ekkor már a püspökséghez tartozott. 1700-ban 26 portát írtak össze a településen, de már 1700 körül megkezdődött az új lakosság tervszerű betelepítése, akik Boszniából, Kordunból és Likából érkezett katolikus menekültek voltak. 1745-től megkezdődött a katonai határőrvidék szervezése. 1753-ban a település a Bródi határőrezred 3. zászlóaljának első századába került. 1800 körül az addigi faházak helyett a katonai parancsnokság engedélyével téglából épült házak épültek. Az itteni határőrök a Habsburg Birodalom minden csataterén harcoltak. A 19. század közepén a településnek már volt postahivatala. 1878-ban megépült a Bród–Vinkovce–Dálya vasútvonal, mely a postai szolgáltatáshoz hasonlóan az első világháború végéig magyar állami tulajdonban volt. 1873-ban megszüntették a katonai igazgatást és 1881-ben Mikanovcit a polgári Horvátországhoz csatolták. Megindult a kézművesség fejlődése, üzemek építése. Szabóüzletek, bognárműhelyek, kovácsműhelyek, cipészműhelyek, fűrésztelep, téglagyár és gőzmalom létesültek, amelyek részben ma is működnek. A kereskedelem fejlődésével új bevándorlók is megjelennek, ezúttal zsidók, mint bérlők és mint vállalkozók. A termékek eljutottak Eszékre, Zágrábba, Bécsbe és Pestre is, ahol egyre több helyi diák is tanult. Az ígéretes fejlődést az első világháború állította meg.
A településnek 1857-ben 988, 1910-ben 1900 lakosa volt. Szerém vármegye Vinkovcei járásához tartozott. Az 1910-es népszámlálás adatai szerint lakosságának 88%-a horvát, 5%-a magyar, 4%-a német, 2%-a szlovák, 1%-a szerb anyanyelvű volt. A település az első világháború után az új szerb-horvát-szlovén állam, majd később (1929-ben) Jugoszlávia része lett. A második világháború idején a helyi lakosság egyaránt szenvedett a csetnik és a partizáncsapatoktól, akik többeket elhurcoltak házaikból, majd kivégezték őket. 1991-ben lakosságának 98%-a horvát nemzetiségű volt. A horvátországi háború ugyan közvetlenül nem érintette, de több mint 300 helyi férfi vett részt az ország védelmében. A háború alatt katonai kórház működött itt, amelyet Vinkovciból telepítettek át. A kórház az általános iskolában, az óvodában és egy vendéglátó helyiségben működött. A településnek 2011-ben 2383, a községnek összesen 2956 lakosa volt.

## Népessége
| Lakosság változása | Lakosság változása | Lakosság változása | Lakosság változása | Lakosság változása | Lakosság változása | Lakosság változása | Lakosság változása | Lakosság változása | Lakosság változása | Lakosság változása | Lakosság változása | Lakosság változása | Lakosság változása | Lakosság változása | Lakosság változása |
| ------------------ | ------------------ | ------------------ | ------------------ | ------------------ | ------------------ | ------------------ | ------------------ | ------------------ | ------------------ | ------------------ | ------------------ | ------------------ | ------------------ | ------------------ | ------------------ |
| 1857               | 1869               | 1880               | 1890               | 1900               | 1910               | 1921               | 1931               | 1948               | 1953               | 1961               | 1971               | 1981               | 1991               | 2001               | 2011               |
| 988                | 1.275              | 1.303              | 1.733              | 1.941              | 1.900              | 1.780              | 2.008              | 2.034              | 2.298              | 2.801              | 2.776              | 2.705              | 2.612              | 2.710              | 2.383              |

Mindkét falut túlnyomórészt horvátok lakják. A lakosság egyharmada őslakos sokác, a lakosság többi része főként bevándorló (többségben a 20. században vándoroltak be) Bosznia-Hercegovinából, Likából és Kordunból. A 20. század második felében sok házasság történt a horvát népesség fent említett csoportjai között, tehát ma csak horvátokról beszélhetünk, akik Horvátiban laknak. Megélhetési lehetőségektől függően a népesség régóta nagy migrációnak volt kitéve. A lakosságból sokan elvándoroltak, de új népesség is állandóan települt be.

## Gazdaság
A településen hagyományosan a mezőgazdaság, az állattartás és a szőlőtermesztés képezi a megélhetés alapját.

## Nevezetességei
- A Gradina nevű magaslat a község legfontosabb régészeti lelőhelye. Régészeti feltárás tisztázta azt a korábbi feltételezést, hogy itt már az őskorban erődített település állt. Itt épült fel a 13. században a johanniták erődített kolostora, melyet a Garaiak a 15. században várkastéllyá építettek át. A romokat 1726-ban a neves császári hadmérnök Marsigli még látta és lerajzolta. Ezen az erődítmény néhány része mellett jól látszanak az egykori lakótorony maradványai. Később a romokat a lakosság elhordta. 1980-ban a vinkovcei múzeum munkatársai Ivane-Iskre Janošić régész vezetésével végeztek ásatásokat, melyek során az őskori maradványok mellett a középkorból származó fibulákat és nyakláncot is találtak.
- Újhorváti Szent Bertalan apostol tiszteletére szentelt római katolikus temploma egyhajós, román stílusú épület. Később támpillérekkel megerősített gótikus szentélyt építették hozzá. A homlokzat előtt áll a kerek, román stílusú, kúp alakú sisakkal fedett harangtorony. A gótikus kiterjesztéssel az épület csarnoktemplommá vált. A román korban bizonyára jóval magasabb volt. A közelmúlt óta a templom másik bejárata is nyitva van, melyet a hajó déli oldalán a régebbi bejárat helyén nyitottak. A templom körül temető található.
- Horváti Assisi Szent Klára tiszteletére szentelt római katolikus plébániatemploma 1810-ben épült az 1776-ban fából épített régi templom helyett. A mikanovci plébániát 1869-ben választották le a verbicei plébániáról. 1884-ben a templomot megújították, akkor készült belső díszítése is, mely Eduard Petz bécsi mester munkája.
- A Petričvić család ősi háza[6] a katonai közigazgatás idején a manierista klasszicizmus stílusában épült a falu központjában, a főút mentén. Az első tulajdonosok az osztrák határőrezred magas rangú tisztjei voltak. Az épületet később a népes Petričević család lakta. Az atipikus épület utánozza a városi építészet stílusát, bár a 19. század során funkcionálisan vidéki jellegű volt. A kétszintes ház egy szabadon álló, hosszirányú épület, ahol két szinten elrendezett szobák sora található, míg a gazdasági épületrészt a 20. század elején az udvar felé történő bővítéssel építették. Eredetiek a nyílászárók, padlók és a kandalló.
- A „Damića Gradina” régészeti lelőhely központi része egy szinte kerek, 117 x 125 m átmérőjű tell, egy mesterséges magaslat, mely akár 10–15 m-rel is kiemelkedik a környező terep felett. Az 1966-os és 1980-as régészeti feltárások megerősítették egy több régészeti rétegű lelőhely ittlétét. A korok sorrendje szerint a neolitikumi Sopot kultúra és Vučedoli kultúra, a kora vaskori Bosut kultúra, és végül legvastagabb, 1 m-es kulturális rétegben a kelta La Tène-kultúra i. e. 4. század és i. e. 3. századi leletei kerültek itt elő.[7]

## Kultúra
- KUD „Šokadija” Stari Mikanovci kulturális és művészeti egyesületet 1967-ben alapították. Az egyesület már 1968-ban megrendezte a „Mladost i ljepota Slavonije” (Szlavónia ifjúsága és szépsége) fesztivált, mely lányok és fiúk népviseleti bemutatója és amely Vukovár-Szerém megye négy hagyományos eseménye közé tartozik. Az eseményt minden évben februárban rendezik. Az egyesületnek folklór, énekkari, tamburazenekari és színjátszó csoportjai működnek.
- Farsangi lovaglás
- „Lutkarsko proljeće” bábfesztivál
- „Festival glumca” színjátszó fesztivál

## Oktatás
A település első iskolája 1828-ban nyílt meg. A régi iskolaépület a falu központjában, a Szent Klára templom közelében épült. Első ismert tanítója Antun Petričević volt. 1960-ban az iskola Stjepan Cvrković nevét vette fel. 1982-től az intézmény új épületben működik. Ebbe az iskolába járnak a szomszédos Verbice, Gyurgyance és Arduševac felső tagozatos tanulói is.

## Sport
- Az NK Šokadija Mikanovci labdarúgóklubot 1926-ban alapították. 2007-től a horvát 3. liga keleti csoportjában szerepel.
- AZ RK Mikanovci kézilabdaklub a horvát 3. liga keleti csoportjában szerepel.
- Az ŠK Šokadija sakk-klub a horvát 3. liga keleti csoportjában szerepel. A klub junior csapata már horvát bajnok is volt. Abban az időben játszott a klubban a neves horvát sakknagymester Ante Brkić.
- Marko Jarić - Zujo sakk emléktorna

## Egyesületek
- UŽ Stari Mikanovci nőegyesület
- UM “Jelka Cindrić” Stari Mikanovci nyugdíjasklub
- „Griva” lótenyésztők egyesülete
- „Utvaj” állattenyésztők egyesülete